# Icogne
Icogne és un municipi de Suïssa i del districte de Sierre, al cantó de Valais.